# شهرستان یای‌ایل
شهرستان یای‌ایل (به قرقیزی:Жайыл району، جايىل رايونۇ)(به روسی: Жайылский район) یک شهرستان در قرقیزستان است که در استان چوی واقع شده‌است. شهرستان یای‌ایل ۳٬۴۳۵ کیلومتر مربع مساحت و ۹۲٬۶۴۵ نفر جمعیت دارد.